# Carl Ludwig (Mediziner)

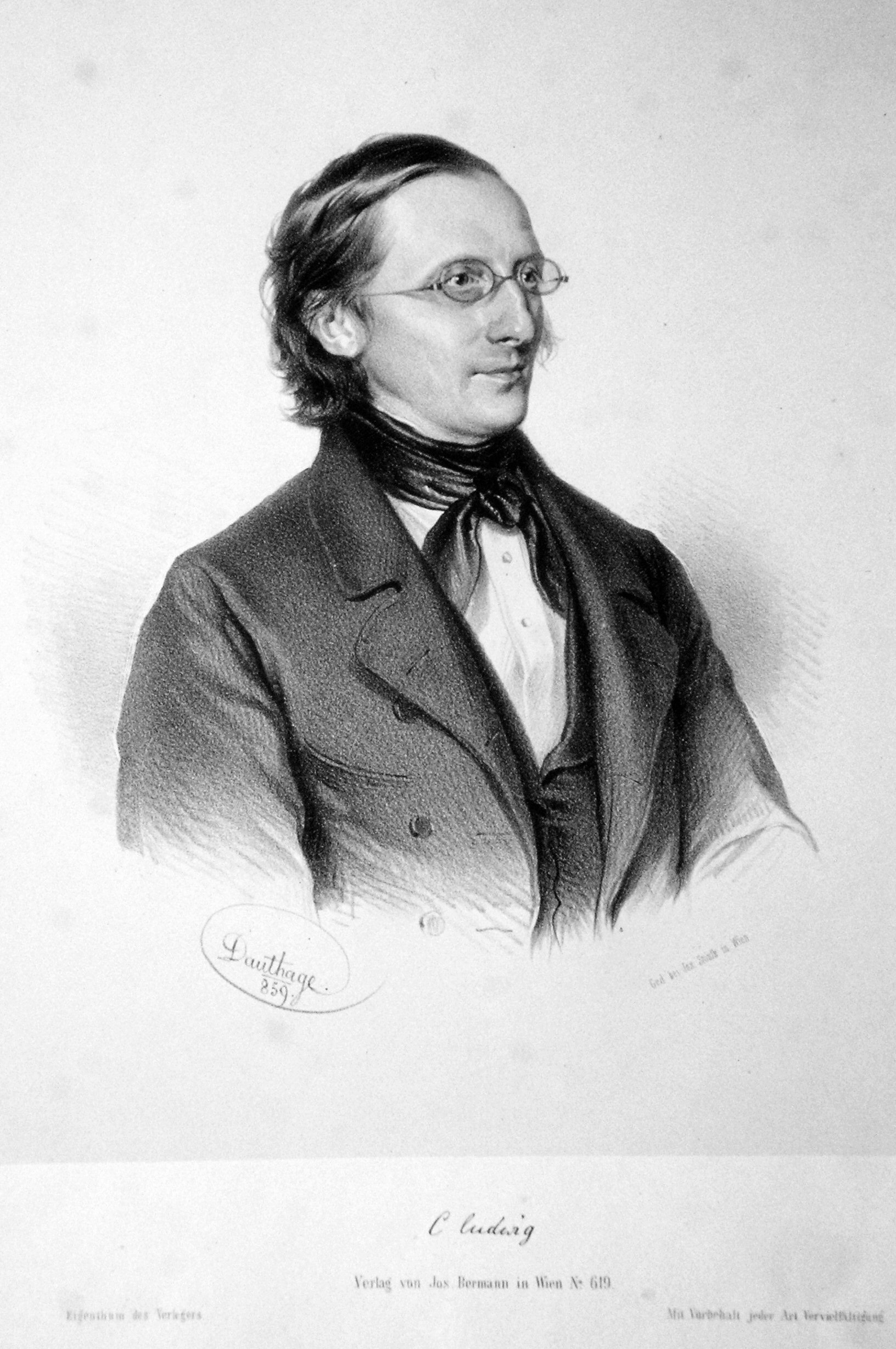
Carl Ludwig, Lithographie von Adolf Dauthage, 1859

Carl Friedrich Wilhelm Ludwig, auch Karl Ludwig (* 29. Dezember 1816 in Witzenhausen a. d. Werra, Kurhessen; † 23. April 1895 in Leipzig) war ein deutscher Anatom und Physiologe. Er war Professor von 1849 bis 1855 an der Universität Zürich, bis 1865 am Josephinum Wien und danach bis zu seinem Tod an der Universität Leipzig. Er gilt als einer der Begründer der modernen Physiologie.

## Leben und Werk
Carl Ludwigs Eltern waren Friedrich Ludwig (1781–1843), Rentmeister in Witzenhausen, später Oberrentmeister in Hanau, und Christiane Ludwig, geborene Nagel († 1853). Der Ehe entsprossen acht Kinder, darunter sechs Söhne, von denen drei namhaft geworden sind: Carl, sein älterer Bruder Rudolf (Geologe) und sein jüngerer Bruder Heinrich (Maler und Kunstgelehrter). Nach dem Umzug der Familie nach Hanau besuchte Carl dort ab 1825 die Hohe Landesschule, ein humanistisches Gymnasium, wo er 1834 die Maturitätsprüfung ablegte.
Ludwig studierte ab 1834 Medizin in Marburg. In der ersten Marburger Studentenzeit – ab 1835 war er dort Mitglied des Corps Guestphalia und 1839 einer der Stifter des Corps Hasso-Nassovia, dessen Ehrenmitglied er 1840 wurde – entlud sich der „Übermuth“ seiner fröhlichen Natur; nicht Politik war es, was ihn mit den Disziplinarbehörden in Konflikt brachte, sondern einfach Unabhängigkeitsgefühl gegenüber jeglichem Zwang. Außer seinen Studien nahm er an Fechtübungen teil, wovon ein „Schmiss“ an seiner Oberlippe Zeugnis ablegte. In Marburg wurde er Ende des Wintersemesters 1835/36 relegiert, da er sich für einen politisch verfolgten Studenten einsetzte. Von 1836 bis 1838 studierte er in Erlangen. In der anschließenden Stille der Chirurgenschule in Bamberg, auf der er die erste Zeit seiner Verbannung zubrachte, besann er sich eines Besseren; 1839 nach Marburg zurückgekehrt, widmete er sich dem Studium seiner Wissenschaft. 1839 wurde er schließlich in Marburg promoviert.
1842 habilitierte er sich in Marburg mit seiner nephrologischen Habilitationsschrift De viribus physicis secretionem urinae adjuvantibus („Beiträge zur Lehre vom Mechanismus der Harnabsonderung“), worin er auch den bei der Bildung des Harns auftretenden Antagonismus von Filtration und Rückdiffusion aufzeigte. Mit dieser Arbeit stellte er sich der damals noch vorherrschenden Vorstellung einer Vis vitalis entgegen und postulierte, dass Harn primär über die treibende Kraft des Blutdrucks als Filtrat der Nierenkörperchen entstehe und seine endgültige Zusammensetzung durch Resorption entlang der Nierenkanälchen erhalte.
Durch Vermittlung von Franz Ludwig Fick, dem älteren Bruder von Adolf Fick, erhielt er eine Anstellung als 2. Prosektor am Anatomischen Institut der Universität Marburg. Nachdem Franz Ludwig Fick dieses Institut übernommen hatte, wurde Carl Ludwig 1. Prosektor und 1846 Extraordinarius für Vergleichende Anatomie.
Ludwig war zudem Assistent des Physiologen Hermann Nasse und beschäftigte sich als solcher theoretisch mit der Tierheilkunde.
1846 publizierte er das Modell des ersten Blutdruck-Kurvenschreibers (Kymograph) und nannte es Kymographion. Dieses Messgerät für Untersuchungen auf dem Gebiet der Kreislaufphysiologie und der Phonetik übertrug die wellenförmigen Linien auf einen sich drehenden Zylinder. Damit konnte anhand der Kurven, die durch Messungen des Karotis- und Pleuradrucks bei Hunden und Pferden aufgezeichnet wurden, unter anderem gezeigt werden, dass Systole und Ausatmung den Karotisdruck erhöhen, während Diastole und Einatmung ihn senken.
Durch diese Erfindung wurde Ludwig in breiten naturwissenschaftlichen Kreisen bekannt. Im Frühjahr 1847 besuchte er Johannes Müller in Berlin und lernte dort dessen Schüler Hermann Helmholtz, Ernst Brücke, Emil Du Bois-Reymond und Rudolf Virchow kennen. Seine Freundschaft mit Du Bois-Reymond führte Ludwig in den Kreis physikalischer Physiologen. Außerdem besuchte er Richard von Volkmann in Halle sowie Gustav Theodor Fechner und die Brüder Weber in Leipzig.
1848 geriet auch er in den Strudel der politischen Bewegung; er war mit Gildemeister, Knies und Robert Wilhelm Bunsen in den Ausschuss des von Heinrich von Sybel in Marburg gegründeten liberalen Vaterlandsvereins gewählt worden und hat im Frühjahr 1848 sogar eine Zeit lang die Redaktion des „Neuen Verfassungsfreundes“ übernommen. So entschieden abhold auch der Marburger Liberalismus allem radikalen Gebaren blieb, in den Augen der hereinbrechenden Reaktion wurde er dennoch als demokratisch verdächtigt, und Ludwig begrüßte daher 1849 den Ruf an die ab 1833 von deutschen Professoren getragene Universität Zürich  als ordentlicher Professor der Anatomie und Physiologie als einen Ausweg ins Freie.
1855 verließ er das nur bescheiden ausgestattete Institut in Zürich, nachdem er als ordentlicher Professor der Physiologie und Zoologie an die Medizinisch-Chirurgische Militärakademie (Josephinum) in Wien berufen worden war. In Wien war sein Freund Ernst Brücke, mit dem er insbesondere auf dem Gebiet der Tierphysiologie zusammenarbeitete, seit 1849 am Physiologischen Institut der Universität tätig. In der Tierheilkunde ausgebildet und als Vorsitzender des Leipziger Tierschutzvereins setzte Ludwig durch, dass Vivisektionen nur noch an Versuchstieren in Narkose durchgeführt werden durften. Während seiner 10-jährigen Tätigkeit am „Josephinum“ hat Carl Ludwig unter Mitwirkung von Iwan Michailowitsch Setschenow aus Odessa die Sauerstoff/Kohlendioxid-Blutgaspumpe erfunden, welche die Messung der Partialdrücke der Atemgase ermöglicht, und die Grundvorgänge beim Austausch der Atemgase aufgeklärt, die Lymphbildung und -bewegung erforscht und das medulläre Vasomotorenzentrum entdeckt. Bereits in dieser Zeit hatte er sehr viele ausländische Schüler, vor allem aus Russland. Neben seinen Aktivitäten in der Physiologie betätigte er sich auch in der Physikalischen Chemie. Er veröffentlichte 1856 die erste Entdeckung der Thermodiffusion, des später nach ihm und Charles Soret (1854–1904) benannten Ludwig-Soret-Effekts.
1868 entwickelte er die Stromuhr zur Messung der Stärke des Blutstroms, insbesondere zur Bestimmung der mittleren Strömungsstärke in größeren Arterien und Venen sowie auch des Sekundenvolumens (unter anderem zur tierexperimentellen Messung des Herzkammervolumens mittels der Blutgeschwindgkeit in der Aorta). Carl Ludwig war somit einer der Wegbereiter der Bestimmung des Herzzeitvolumens.
Zur Bestimmung der mit Volumenänderungen einhergehenden Flussgröße hat Ludwig mit dem Institutstechniker Baltzar das Plethysmographion (griechisch πληθυσμογράφιον), einen Plethysmographen entwickelt.
Am 1. Mai 1865 wurde Ludwig, dessen 1852 bis 1856 erstmals erschienenes Lehrbuch der Physiologie des Menschen inzwischen in 2. Auflage erschienen und zum Standardwerk der experimentell ausgerichteten Physiologie geworden war, als Nachfolger von Ernst Heinrich Weber, dem die Anatomie überlassen wurde, an die Universität Leipzig berufen und wurde dort erster Ordinarius für Physiologie. Hier war er 30 Jahre lang, bis zu seinem Tode 1895, tätig und forschte über Kreislauf, Blutgase, Sekretion und Nervensystem.

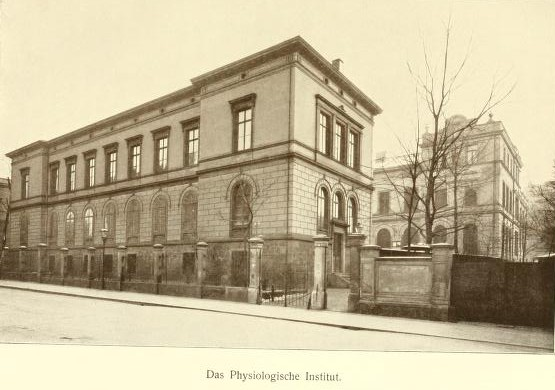
Die Physiologische Anstalt in Leipzig – 1869 eröffnet von Carl Ludwig

## Nierenphysiologie
Ausgehend von seiner Habilitationsschrift aus dem Jahre 1842 erweiterte Carl Ludwig die Erkenntnisse über die filtrative Nierenfunktion. Er stellte 1843 die Theorie auf, dass die Harnausscheidung auf mechanischer Filtration (in den Glomerula) und anschließender Osmose (in den Tubuli) beruht. In der zweiten Auflage seines Physiologie-Lehrbuches beschreibt er 1861 ausführlich die Nierenarterie als Vas afferens und die Nierenvene als Vas efferens. Er beschreibt auch ausführlich die „Diffusionsgeschwindigkeit“ und das „Diffusionsvermögen“ der Tubuli in Abhängigkeit von den „Dichtigkeitsunterschieden“ der einzelnen harnpflichtigen Substanzen bei Mensch und Tier. Um den Primärharn ins Blut zurückzuführen („in die Canälchen übergeführt“), müsse ein „Übergangswiderstand“ aktiv überwunden werden. Seine ausführlichen Darstellungen der resorptiven „Canälchen“-Funktion bezeichnet er noch als „Anziehungsvermögen“ und „Absonderungsursache“ im Rahmen seiner „Anziehungshypothese“.
Im Kapitel über die „Harnwerkzeuge“ beschreibt er den „anatomischen Bau der Nieren“ wie folgt: „Ein jedes Harnkanälchen beginnt in der Nierenrinde mit einem kugeligen Säckchen und geht dann in einen engen Schlauch über, der gewunden durch die Rinde, gestreckt durch das Nierenmark hinläuft.“ „Die Gefässe des Nierenkorns (glomerulus) sind unter einander durch eine strukturlose Masse verklebt.“ In der zugehörigen Abbildung eines Tubulus sieht man von links nach rechts das Vas afferens, das Glomerulum und abschließend das Vas efferens. „Der Blutstrom biegt also in die Höhlung des Harncanälchens ein und aus (Bowmann [sic]).“ Seine Nomenklatur von Glomerulum (Nierenknäuelchen) und Tubulus (Nierenkanälchen) stimmt also mit den heutigen Begriffen nicht überein.

## Physiologische Anstalt Leipzig, Herz- und Kreislaufphysiologie
In Leipzig erbaute er von 1865 bis 1869 ein großes Gebäude für die damals so genannte Physiologische Anstalt, die binnen kurzem Weltruf erlangte, denn viele jüngere Forscher aus mehreren Ländern kamen bald dorthin und arbeiteten als Schüler ihres verehrten Meisters. Das Gebäude hatte die Form eines lateinischen E und gliederte sich in drei Abteilungen, eine anatomisch-histologische, eine chemische und eine physikalische beziehungsweise physiologische, welche in der Mitte der beiden andern lag. Diese funktionelle Aufteilung nahm sich acht Jahre später Du Bois-Reymond für sein Berliner Institut zum Vorbild. Über den wissenschaftlichen Räumen befand sich die Wohnung des Vorstandes und des Institutspersonals. Bei der Einweihung der Anstalt hob Ludwig hervor, dass „die Physiologie aus der Anatomie hervorgewachsen und bei dem Physiker und Chemiker in die Lehre gegangen ist; aber sie hat zu den Werkzeugen, die sie sich dort zu eigen gemacht hat, neue gefügt und mit beiden Neues gefördert.“ In der heute nach ihm Carl-Ludwig-Institut für Physiologie benannten Physiologischen Anstalt forschte  er zu Themen wie Blutdruck, Harnabsonderung und Narkose. Durch ihn wurde die Physiologie auf der Ebene isolierter Organe systematisch betrieben. 1866 war Elias von Cyon in Leipzig Assistent von Carl Ludwig, mit dem er die dämpfende Wirkung des Nervus vagus auf das Herz beschrieb. Um 1850 hatte er das erste „isolierte Froschherz“ mit der künstlichen Durchströmung einer geeigneten Flüssigkeit entwickelt, womit er zeigen konnte, dass ein Froschherz in geeigneter Nährlösung auch extrakorporal (außerhalb des Körpers) weiterschlagen kann. Er isolierte auch Leber, Niere, Muskel und Lunge und hat sie analog dem „Froschherzen“ künstlich durchströmen lassen. Sein Leipziger Institut leitete er bis Ende April 1894. Mit seinen Forschungen hatte Ludwig um 1850 die moderne Herz- und Kreislaufphysiologie begründet und damit zur Entwicklung der heutigen Kardiologie entscheidend beigetragen.

## Seine Studenten, Assistenten und Schüler
Die Schüler von Carl Ludwig kamen aus der ganzen Welt, man schätzt deren Anzahl auf 250 bis 300. Diese kamen außer aus Deutschland besonders aus Russland, Italien, Schweden, Dänemark, Frankreich, England und Amerika.
Studenten von Carl Ludwig waren unter anderem:
- Henry Pickering Bowditch war 1869 bis 1871 in Leipzig – der erste und bekannteste amerikanische Physiologe, unterrichtete an der Harvard Medical School.[23]
- Charles Sedgwick Minot aus Boston war 1873 bis 1874 in Leipzig – seinerzeit der führende amerikanische Embryologe, unterrichtete an der Harvard Medical School.[24]
- John Jacob Abel war 1884 in Leipzig – später Professor der Pharmakologie an der Johns Hopkins University.[25]
- Franklin P. Mall war 1885 in Leipzig – später Professor für Anatomie an der Johns Hopkins University.[26]
- Angelo Mosso war 1873 bis 1874 in Leipzig. Mosso wurde 1876 Professor in Turin. Er erforschte die Auswirkungen des Höhenklimas auf den menschlichen Organismus.
- Iwan Petrowitsch Pawlow
- Alexander Spengler, war von 1850 bis 1853 Student in Zürich – später der Begründer der Davoser Höhenkur gegen Tuberkulose. Ludwig überzeugte den Flüchtling Spengler, vom Jusstudium zum Medizinstudium zu wechseln.
- Edmund Schaufelbühl, Klinikdirektor der Psychiatrischen Klinik Königsfelden in Windisch.

Einige seiner Schüler waren Ernst Mach, Heinrich Quincke, Artur Georg Blachstein, Wladimir Bechterew, Wilhelm Ellenberger und Otto Frank.
Verzeichnis der bisherigen Assistenten des Physiologischen Instituts seit dem Jahre 1867: Franz Schweigger-Seidel (1867–1871), Gustav Hüfner (1869–1872), J. J. Müller (1869–1871), Hugo Kronecker (1871–1876), G. A. Schwalbe (1872–1873), Edmund Drechsel (1872–1892), Paul Flechsig (1873–1878), Johann von Kries (1877–1880), Justus Gaule (1878–1885), Max von Frey (1880–1897), Franz Hundeshagen (1883–1885), Paul Starke (1885–1886), Ludwig Reese (1885–1888), Otto Drasch (1886–1889), Max Siegfried (ab 1888), Rudolf T. Metzner (1889–1890), Paul Starke (1890–1891), Richard Mosen (1891–1892), Hugo Welzel (1891), Otto Frank (1892–1894), Alfred Schützhold (1892–1894), Hans Wislicenus (1893–1894), Paul Balke (1894–1897), Wilhelm Massot (1894–1895), Siegfried Garten (1894–1908), Franz Hofmann (1895–1905), Volkmar Störmer (1897), Richard Burian (1897–1905), Armin Tschermak (1898–1899), Alfred Noll (1899–1900), Friedrich Nicolai (1901–1903), Johannes Rietschel (1901–1902), Walter Sülze (1903–1909), Ernst von Brücke (1905–1909), Rudolf Dittler (1905–1909).

## Ehe und Familie
1849 heiratete er Christiane Endemann (1827 – 19. September 1897), die Tochter des Jura-Professors Hermann Ernst Endemann an der Universität Marburg. Sie hatten zwei Kinder. Der Sohn Ernst Carl Theodor starb im Kindesalter (1853–1858). Die Tochter Anna Christina Henriette Ludwig (1. Februar 1851–1934) heiratete 1872 den Historiker Alfred Wilhelm Dove (* 4. April 1844 in Berlin; † 19. Januar 1916 in Freiburg), der ab 1897 Ordinarius für Geschichte und Geheimer Rat an der Universität Freiburg im Breisgau war. Die Ehe blieb kinderlos. Anna Dove, geborene Ludwig, kümmerte sich nach dem Tod ihres Vaters Carl Ludwig 1895 um ihre Mutter Christiane Ludwig, die im Juli 1895 ihren Haushalt in Leipzig auflöste und zu ihnen nach Breslau zog, wo ihr Mann Alfred Wilhelm Dove an der Universität wirkte.

## Ehrungen
- Ehrendoktor der Philosophischen Fakultät der Universität Leipzig
- Königlich sächsischer Geheimer Rath
- Comthur I. Klasse des Königlich sächsischen Albrechtsordens mit dem Stern
- Comthur 2. Klasse des Königlich sächsischen Verdienstordens
- Ritter des Königlich preußischen Ordens Pour le mérite für Wissenschaften und Künste
- 1867 Wahl zum Mitglied der Leopoldina
- 1874 Ehrenmitglied der Kaiserlichen Universität Moskau
- 1876 Cothenius-Medaille der Leopoldina
- 1876 Ehrenmitglied (Honorary Fellow) der Royal Society of Edinburgh[30]
- 1878 Bayerischer Maximiliansorden für Wissenschaft und Kunst
- 1884 Inhaber der Copley Medal der Royal Society London
- 1889 Commandeur I. Klasse des Königlich schwedischen Nordsternordens
- 1890 Ehrenbürger der Stadt Leipzig (anlässlich der Feier zum 50-jährigen Doktor-Jubiläum)

1882 wurde Ludwig in die American Academy of Arts and Sciences gewählt, 1893 in die National Academy of Sciences. Zusätzlich war er Mitglied der Akademien der Wissenschaften in Berlin, Wien, München, Leipzig, Paris, St. Petersburg, Rom, Turin, Stockholm, Uppsala et cetera.
Seit 1932 wird die Carl-Ludwig-Ehrenmedaille der Deutschen Gesellschaft für Kardiologie für langjährige herausragende Arbeiten auf dem Gebiet der Herz- und Kreislaufforschung verliehen. Nach ihm ist das Carl-Ludwig-Institut für Physiologie der Universität Leipzig benannt.
1973 wurde der Mondkrater Ludwig nach ihm benannt.

## Schriften
- Beiträge zur Lehre vom Mechanismus der Harnsecretion. Marburg 1843.
- Beiträge zur Kenntnis des Einflusses der Respirationsbewegungen auf den Blutlauf im Aortensysteme. In: Arch. Anat. Physiol. 13, 1847: S. 242–302; übersetzt von J. Schaefer et al.: Contributions to the knowledge of the influence of the respiratory movements on the circulation in the aortic system. In: Progr. Biophysics & Molecular Biology (PBMB). review 2014.
- Lehrbuch der Physiologie des Menschen. 2 Bände. 1. Auflage. Verlag C. F. Winter, Heidelberg 1852–1856.
  - Erster Band: Physiologie der Atome, der Aggregatzustände, der Nerven und Muskeln. Verlag C. F. Winter, Heidelberg 1852. (Digitalisat und Volltext im Deutschen Textarchiv; Digitalisat).
  - Zweiter Band: Aufbau und Verfall der Säfte und Gewebe. Thierische Wärme. Verlag C. F. Winter, Leipzig und Heidelberg 1856. (Digitalisat und Volltext im Deutschen Textarchiv; Digitalisat).
- Lehrbuch der Physiologie des Menschen. 2 Bände. 2. Auflage. Verlag C. F. Winter, Heidelberg 1858–1861.
  - Erster Band: Physiologie der Atome, der Aggregatzustände, der Nerven und Muskeln. C. F. Wintersche Verlagshandlung, 2. Auflage, Heidelberg 1858, 612 Seiten, ISBN 978-1-332-47981-8 (Reprint).
  - Zweiter Band: Aufbau und Verfall der Säfte und Gewebe. Thierische Wärme. C. F. Wintersche Verlagshandlung, 2. Auflage, Heidelberg 1861, 780 Seiten, ISBN 978-0-282-31423-1 (Reprint).
- Arbeiten aus der physiologischen Anstalt zu Leipzig. Zehnter Jahrgang 1875. Mitgetheilt durch C. Ludwig. Verlag: S. Hirzel, Leipzig 1876. Die Zeitschrift enthält bedeutende Untersuchungen von Ludwig und seinen Schülern.